# Acontia nivipicta
Acontia nivipicta es una especie  de Lepidoptera perteneciente a la familia Noctuidae. Se encuentra en dos tercios del norte de Australia.
Tiene una envergadura de unos 20 mm.